# Polydactylus malagasyensis
Polydactylus malagasyensis és una espècie de peix pertanyent a la família dels polinèmids.

## Descripció
- Pot arribar a fer 14,9 cm de llargària màxima.
- 9 espines i 12-13 radis tous a l'aleta dorsal i 3 espines i 12 radis tous a l'anal.
- 24 vèrtebres.
- Presenta 6 filaments pectorals.
- Bufeta natatòria ben desenvolupada.
- Té un gran punt negre davant de la línia lateral.[5][6]

## Hàbitat
És un peix d'aigua marina i salabrosa, demersal i de clima tropical (1°N-35°S, 25°E-51°E) que viu a 5-62 m de fondària tant als estuaris com a alta mar.

## Distribució geogràfica
Es troba a l'Índic occidental: Kenya, Moçambic, Sud-àfrica i Madagascar.

## Observacions
És inofensiu per als humans.